# Misumessus oblongus
Espèce
Synonymes
- Misumena oblonga Keyserling, 1880
- Misumena americana Keyserling, 1880

Misumessus oblongus est une espèce d'araignées aranéomorphes de la famille des Thomisidae.

## Distribution
Cette espèce se rencontre de l'Ontario au Canada au Texas aux États-Unis,.

## Description

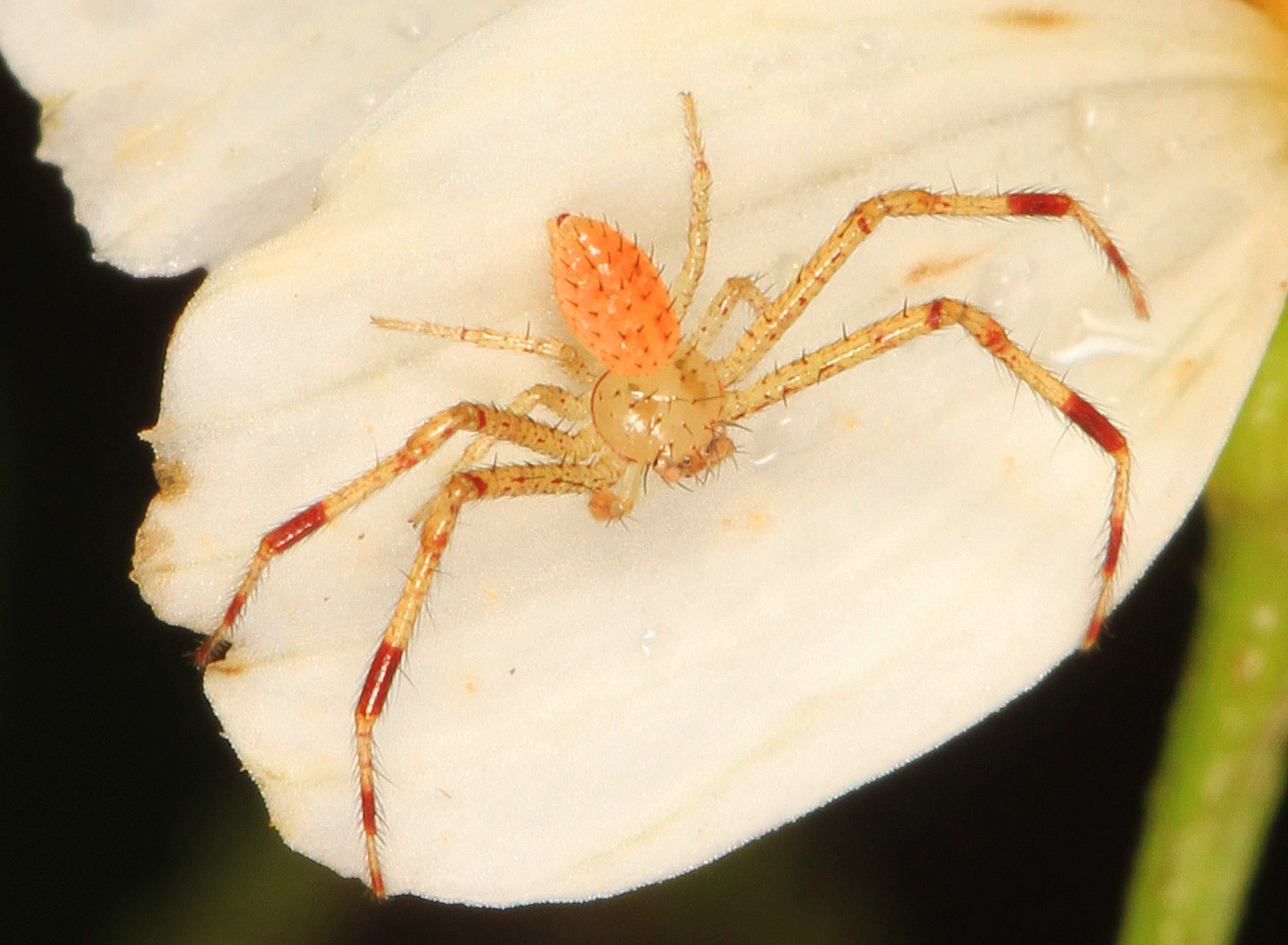
Misumessus oblongus

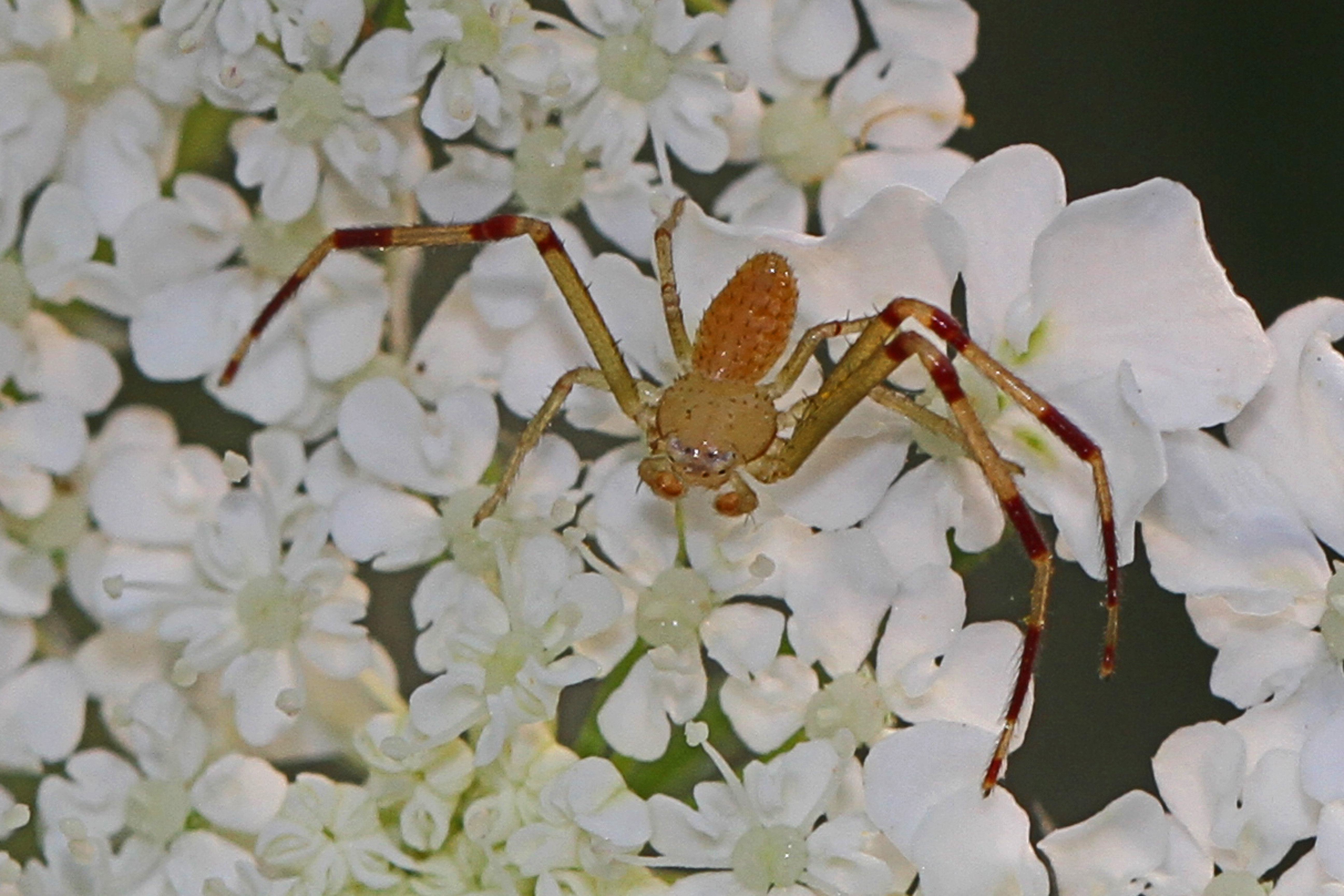
Misumessus oblongus

Le mâle holotype mesure 2,6 mm. La femelle décrite sous le nom Misumena americana mesure 6,8 mm.

## Publication originale
- Keyserling, 1880 : Die Spinnen Amerikas, I. Laterigradae. Nürnberg, vol. 1, p. 1-283 (texte intégral).